# Pont Taschereau (Baie-James)
Le pont Taschereau est un pont couvert situé près de Villebois, dans le Nord-du-Québec.

## Historique
Le pont a été construit en 1939 au-dessus de la Rivière Turgeon. Il mesure 44,2 m (145 pi) de long. Il est situé dans le Chemin des 8e et 9e Rang. Le pont est fermé temporairement depuis l'automne 2009.

## Couleur
Le pont est aujourd'hui pratiquement sans peinture dut à l'usure. Il était anciennement rouge avec garniture blanche.

## Toponyme
Le pont a été nommé en l'honneur de Louis-Alexandre Taschereau, Premier ministre du Québec de 1920 à 1936.